# Планетарные границы
Планетарные границы (англ. Planetary boundaries) — термин, означающий глобальные экологические ограничения, которые определяют, насколько Земля может переносить человеческую деятельность.

## Появление понятия
Данную концепцию предложили в 2009 году ученые под руководством Йохана Рокстрёма из Стокгольмского центра устойчивости и Уилла Штеффена из Австралийского национального университета. Они указали на девять «планетарных систем жизнеобеспечения», которые необходимы для выживания человечества, и оценили, какие из них уже находятся под угрозой.

## Исследование 2023 года
В 2023 году в журнале Science Advances была опубликована статья группы ученых из 29 стран, в которой делается вывод о том, что шесть из девяти «планетарных границ» уже превышены.
| Процесс | Показатель | Есть ли превышение                                                                              |
| --- | --- | ----------------------------------------------------------------------------------------------- |
| Изменение климата | Концентрация углекислого газа в атмосфере (ppm по объему) и увеличение радиационного воздействия (Вт/м²) с начала промышленной революции (~1750 год) | Есть. Безопасный пограничный предел — 350 ppm, он был превышен еще в 1987 году.                 |
| Убывание биоразнообразия | Коэффициент вымирания (количество вымерших видов на миллион в год)                                                                                   | Есть.                                                                                           |
| Биогеохимические изменения | Количество антропогенного азота, удаляемого из атмосферы (миллионы тонн в год) и антропогенного фосфора, поступающего в океаны (миллионы тонн в год) | Есть                                                                                            |
| Закисление океана | Глобальное среднее насыщенное состояние арагонита в поверхностной морской воде                                                                       | Нет                                                                                             |
| Землепользование | Поверхность земли, используемая под пахотные земли (в процентах)                                                                                     | Есть                                                                                            |
| Пресная вода | Глобальное потребление воды (км³/год) | Есть                                                                                            |
| Истощение озонового слоя | Концентрация стратосферного озона (единицы Добсона)                                                                                                  | Нет                                                                                             |
| Атмосферные аэрозоли | Общая концентрация твердых частиц в атмосфере на региональной основе                                                                                 | Нет                                                                                             |
| Химическое загрязнение/новые сущности (выбросы токсичных соединений, таких как синтетические органические загрязнители и радиоактивные материалы; генетически модифицированные организмы; наноматериалы и микропластики | Концентрация токсичных веществ, пластмасс, эндокринных разрушителей, тяжелых металлов и радиоактивного загрязнения                                   | Есть. Только в ЕС около 80% созданных человеком химикатов используются без надлежащей проверки. |

При этом ни одна из этих «границ» не существует изолированно. Например, изменения в землепользовании могут влиять на биоразнообразие, а увеличение концентрации углекислого газа в атмосфере, помимо прочего, влияет на закисление океана.
Руководитель группы исследователей Кэтрин Ричардсон, глава Центра науки об устойчивом развитии Копенгагенского университета сказала:

Пересечение шести границ само по себе не обязательно означает катастрофу. Но это явный предупреждающий сигнал. Мы можем относиться к этому так же, как к собственному кровяному давлению. Артериальное давление более 120/80 не является гарантией сердечного приступа, но увеличивает его риск. Ради наших интересов, а также интересов наших детей нам необходимо уменьшить давление на эти шесть планетарных границ.